# Исланд на Светском првенству у атлетици на отвореном 2023.
Исланд је учествовао на 19. Светском првенству у атлетици на отвореном 2023. одржаном у Будимпешти од 19. до 27. августа деветнаести пут, односно, учествовао је на свим првенствима до данас. Репрезентацију Исланда представљао је 1 такмичар који се такмичио у бацању кладива.,.
На овом првенству такмичар Исланда није освојио ниједну медаљу нити је остварио неки резултат.

## Учесници
| Мушкарци: - Гвидни Валур Гвиднасон — Бацање диска - Хилмар Ерн Јејсон — Бацање кладива | Жене: - Ерна Соли Гунарсдотир — Бацање кугле |

## Резултати

### Мушкарци
| Атлетичар              | Дисциплина     | Лични рекорд | Квалификације | Квалификације | Полуфинале           | Полуфинале           | Финале               | Финале  | Детаљи |
| Атлетичар              | Дисциплина     | Лични рекорд | Резултат      | Место         | Резултат             | Место                | Резултат             | Место   | Детаљи |
| ---------------------- | -------------- | ------------ | ------------- | ------------- | -------------------- | -------------------- | -------------------- | ------- | ------ |
| Гвидни Валур Гвиднасон | Бацање диска   | 69,35 НР     | 62,28         | 11. у гр. А   |                      |                      | Није се квалификовао | 22 / 35 |        |
| Хилмар Ерн Јејсон      | Бацање кладива | 77,10 НР     | Без пласмана  | Без пласмана  | Није се квалификовао | Није се квалификовао |                      |         |        |

### Жене
| Атлетичарка           | Дисциплина   | Лични рекорд | Квалификације | Квалификације | Полуфинале | Полуфинале | Финале                | Финале       | Детаљи |
| Атлетичарка           | Дисциплина   | Лични рекорд | Резултат      | Место         | Резултат   | Место      | Резултат              | Место        | Детаљи |
| --------------------- | ------------ | ------------ | ------------- | ------------- | ---------- | ---------- | --------------------- | ------------ | ------ |
| Ерна Соли Гунарсдотир | Бацање кугле | 17,92        | 16,68         | 14. у гр. А   |            |            | Није се квалификовала | 27 / 34 (35) |        |